# Valle Crucis (Carolina del Norte)
Valle Crucis es un lugar designado por el censo ubicado del condado de Watauga en el estado estadounidense de Carolina del Norte. La localidad en el año 2010, tenía una población de 412 habitantes.

## Geografía
Valle Crucis se encuentra ubicado en las coordenadas 36°12′57.02″N 81°47′48.04″O / 36.2158389, -81.7966778. 